# Нигелли, Ридольфо
Ридольфо Нигелли (Ridolfo Nigelli, его имя также пишут как Rodolfo, Radulfo, Radulfus, Raoul) — католический церковный деятель XII века. На консистории 6 марта 1185 года был провозглашен кардиналом-дьяконом с титулом церкви Сан-Джорджо-ин-Велабро. В 1188 году стал кардиналом-священником с титулом церкви Санта-Прасседе. Участвовал в выборах папы 1185 (Урбан III), 1187 (Григорий VIII) и 1187 (Климент III) годов.